# Fiji i olympiska vinterspelen 1994
Fiji deltog med en deltagare vid de olympiska vinterspelen 1994 i Lillehammer. Landets deltagare erövrade ingen medalj.

## Längdskidåkning
- Rusiate Rogoyawa